# Phoenix Stakes
Groupe 1
Les Phoenix Stakes est une course hippique de groupe I qui se court en août au Curragh, Comté de Kildare, en Irlande.
Disputée sur la distance d'environ 1 200 mètres, c'est une course de plat réservée aux poulains et pouliches de deux ans, et dont l'allocation s'élève à 300 000 €.

## Palmarès depuis 1987
| Année | Vainqueur          | Pays        | Père              | Jockey              | Entraîneur         | Propriétaire             | Temps   |
| ----- | ------------------ | ----------- | ----------------- | ------------------- | ------------------ | ------------------------ | ------- |
| 2025  | Power Blue         | Irlande     | Space Blues       | David Egan          | Adrian Murray      | Amo Racing Ltd           | 1'09"28 |
| 2024  | Babouche           | Irlande     | Kodiac            | Colin Keane         | Ger Lyons          | Juddmonte Farms          | 1'09"33 |
| 2023  | Bucanero Fuerte    | Irlande     | Wootton Bassett   | Kevin Scott         | Adrian Murray      | Amo Racing Ltd & al.     | 1'11"91 |
| 2022  | Little Big Bear    | Irlande     | No Nay Never      | Ryan Moore          | Aidan O'Brien      | Coolmore                 | 1'11"27 |
| 2021  | Ebro River         | Royaume-Uni | Galileo Gold      | Shane Foley         | Hugo Palmer        | Al Shaqab Racing         | 1'12"16 |
| 2020  | Lucky Vega         | Irlande     | Lope de Vega      | Shane Foley         | Jessica Harrington | Zhang Yuesheng           | 1'13"35 |
| 2019  | Siskin             | Irlande     | First Defence     | Colin Keane         | Ger Lyons          | Khalid Abdullah          | 1'17"14 |
| 2018  | Advertise          | Royaume-Uni | Showcasing        | Frankie Dettori     | Martyn Meade       | Phoenix Thoroughbred LLC | 1'12"29 |
| 2017  | Sioux Nation       | Irlande     | Scat Daddy        | Ryan Moore          | Aidan O'Brien      | Coolmore                 | 1'11"72 |
| 2016  | Caravaggio         | Irlande     | Scat Daddy        | Seamus Heffernan    | Aidan O'Brien      | Coolmore                 | 1'11"79 |
| 2015  | Air Force Blue     | Irlande     | War Front         | Joseph O'Brien      | Aidan O'Brien      | Coolmore                 | 1'11"88 |
| 2014  | Dick Whittington   | Irlande     | Rip Van Winkle    | Joseph O'Brien      | Aidan O'Brien      | Coolmore                 | 1'14"55 |
| 2013  | Sudirman           | Irlande     | Henrythenavigator | Wayne Lordan        | David Wachman      | Coolmore                 | 1'09"35 |
| 2012  | Pedro The Great    | Irlande     | Henrythenavigator | Seamus Heffernan    | Aidan O'Brien      | Coolmore                 | 1'19"05 |
| 2011  | La Collina         | Irlande     | Strategic Prince  | Declan-P. Mc Donogh | Kevin Prendergast  | Joerg Vasicek            | 1'13"30 |
| 2010  | Zoffany            | Irlande     | Dansili           | Johnny Murtagh      | Aidan O'Brien      | Coolmore                 | 1'11"29 |
| 2009  | Alfred Nobel       | Irlande     | Danehill Dancer   | Johnny Murtagh      | Aidan O'Brien      | Coolmore                 | 1'20"30 |
| 2008  | Mastercraftsman    | Irlande     | Danehill Dancer   | Johnny Murtagh      | Aidan O'Brien      | Coolmore                 | 1'13"30 |
| 2007  | Saoirse Abu        | Royaume-Uni | Mr Greeley        | Kevin Manning       | Jim Bolger         | Ennistown Stud           | 1'18"80 |
| 2006  | Holy Roman Emperor | Irlande     | Danehill          | Kieren Fallon       | Aidan O'Brien      | Coolmore                 | 1'11"00 |
| 2005  | George Washington  | Irlande     | Danehill          | Kieren Fallon       | Aidan O'Brien      | Coolmore                 | 1'12"70 |
| 2004  | Damson             | Royaume-Uni | Entrepreneur      | Kieren Fallon       | David Wachman      | Coolmore                 | 1'13"20 |
| 2003  | One Cool Cat       | Irlande     | Storm Cat         | Michael Kinane      | Aidan O'Brien      | Coolmore                 | 1'11"40 |
| 2002  | Spartacus          | Irlande     | Danehill          | Colm O'Donoghue     | Aidan O'Brien      | Coolmore                 | 1'15"10 |
| 2001  | Johannesburg       | Irlande     | Hennessy          | Michael Kinane      | Aidan O'Brien      | Coolmore                 | 1'13"20 |
| 2000  | Minardi            | Irlande     | Boundary          | Michael Kinane      | Aidan O'Brien      | Coolmore                 | 1'12"20 |
| 1999  | Fasliyev           | Irlande     | Nureyev           | Michael Kinane      | Aidan O'Brien      | Coolmore                 | 1'17"10 |
| 1998  | Lavery             | Irlande     | Royal Academy     | Walter Swinburn     | Aidan O'Brien      | Coolmore                 | 1'11"10 |
| 1997  | Princely Heir      | Royaume-Uni | Fairy King        | Jason Weaver        | Mark Johnston      | Maktoum Al Maktoum       | 1'11"80 |
| 1996  | Mantovani          | Royaume-Uni | Treasure Kay      | Conor Everard       | Jim Bolger         | Jackie Bolger            | 1'13"60 |
| 1995  | Danehill Dancer    | Irlande     | Danehill          | Pat Eddery          | Neville Callaghan  | Coolmore                 | 1'14"60 |
| 1994  | Eva Luna           | Royaume-Uni | Double Schwartz   | Kevin Manning       | Jim Bolger         | Catherine Shubotham      | 1'14"00 |
| 1993  | Turtle Island      | Royaume-Uni | Fairy King        | John A. Reid        | Peter Chapple-Hyam | Robert Sangster          | 1'14"40 |
| 1992  | Pips Pride         | Royaume-Uni | Efisio            | Frankie Dettori     | Richard Hannon     | Mrs V. S. Grant          | 1'13"00 |
| 1991  | Bradawn Breever    | Irlande     | Salmon Leap       | R. Griffiths        | Kevin Prendergast  | M. A. Murray             | 1'13"30 |
| 1990  | Mac's Imp          | Irlande     | Imp Society       | Alan Munro          | Bill O'Gorman      | Tamdown Ltd              | 1'09"90 |
| 1989  | Pharaoh's Delight  | Royaume-Uni | Fairy King        | Ray Cochrane        | J. Hudson          | Al-Deera Bloodstock Ltd  | 1'11"60 |
| 1988  | Superpower         | Irlande     | Superlative       | Walter Swinburn     | Bill O'Gorman      | Mrs P. L. Yong           | 1'11"90 |
| 1987  | Digamist           | Royaume-Uni | Blushing Groom    | Pat Eddery          | Jeremy Tree        | Khalid Abdullah          | 1'11"40 |